# Dalil
Dalil is een bestuurslaag in het regentschap Bangka van de provincie Bangka-Belitung, Indonesië. Dalil telt 2950 inwoners (volkstelling 2010).